# Euro Hockey Tour 2019/2020
Euro Hockey Tour 2019/2020 byl 24. ročník hokejové soutěže Euro Hockey Tour. Konal se od 7. listopadu 2019 do 9. února 2020, součástí byly turnaje Karjala Cup 2019, Channel One Cup 2019 a Beijer Hockey Games 2020. Turnaj Czech Hockey Games 2020 byl zrušen z důvodu pandemie covidu-19. 

## Karjala Cup
Turnaj Karjala Cup se konal od 7. listopadu do 10. listopadu 2019 v Helsinkách a Leksand.

## Channel One Cup
Turnaj Channel One Cup 2019 se konal od 12. prosince do 16. prosince 2019 v Moskvě, Petrohradu a Plzni.

## Beijer Hockey Games
Turnaj Beijer Hockey Games 2020 se konal od 6. do 9. února 2020 ve Stockholmu a Södertälje.

## Konečné pořadí EHT 2019/2020
| Poř. | Tým     | Z | V | VP | PP | P | VG | OG | B  |
| ---- | ------- | - | - | -- | -- | - | -- | -- | -- |
| 1.   | Česko   | 9 | 3 | 3  | 1  | 2 | 25 | 19 | 16 |
| 2.   | Švédsko | 9 | 5 | 0  | 1  | 3 | 26 | 23 | 16 |
| 3.   | Finsko  | 9 | 4 | 0  | 2  | 3 | 21 | 22 | 14 |
| 4.   | Rusko   | 9 | 1 | 2  | 1  | 5 | 22 | 30 | 8  |

### Vysvětlivky k tabulkám a zápasům
- Z – počet odehraných zápasů
- V – počet vítězství
- VP – počet výher po prodloužení (nebo po samostatných nájezdech)
- PP – počet proher po prodloužení (nebo po samostatných nájezdech)
- P – počet proher
- VG – počet vstřelených gólů
- OG – počet obdržených gólů
- B – počet bodů